# Jake Larsson
Jake Mikael Larsson, född 9 januari 1999, är en svensk fotbollsspelare.  

## Karriär

### Klubblag
Karriären inleddes i Adolfsbergs IK som sjuåring och när Jake Larsson var tolv år gammal gjorde han flytten till Karlslunds IF. Som 17-åring kritade han på sitt första a-lagskontrakt med klubben och under sina två säsonger i Karlslunds IF hann Larsson med att hjälpa klubben upp till division 1. I december 2017 stod det klart att Jake Larsson lämnar Karlslunds IF för spel med Hammarby IF.
I Hammarby IF tillhörde Larsson U19-laget och med 25 mål på 25 matcher var han med om att föra både klubbens U19- och U21-lag till SM-guld. I februari 2019 blev det officiellt att Jake Larsson lämnade Hammarby IF efter en säsong, då han återvände till hemstaden och allsvenska konkurrenten Örebro SK.  Han skrev på ett treårskontrakt med ÖSK och efter att ha fått chansen i samtliga gruppspelsmatcher i Svenska cupen kom den allsvenska debuten i premiären mot Falkenbergs FF den 31 mars 2019. Han stod då för ett inhopp i den 76:e minuten.
I mars 2020 förlängde Larsson sitt kontrakt i Örebro SK fram över säsongen 2023. I mars 2024 värvades Larsson av FK Žalgiris, där han skrev på ett tvåårskontrakt.